# Firmicus strandi
Firmicus strandi là một loài nhện trong họ Thomisidae.
Loài này thuộc chi Firmicus. Firmicus strandi được Lodovico di Caporiacco miêu tả năm 1947.